# Jair Tavares
Jair Veiga Vieira Tavares (Lisbona, 13 febbraio 2001) è un calciatore portoghese, attaccante del Motherwell in prestito dall'Hibernian.

## Biografia
È il fratello di Cláudio e Miguel Tavares, a loro volta calciatori. Anche il cugino Renato Sanches è un calciatore.

## Carriera
Cresciuto nel settore giovanile del Benfica, il 17 luglio 2019 firma il primo contratto professionistico con i portoghesi; dopo aver trascorso due stagioni con la seconda squadra, il 15 giugno 2022 si trasferisce all'Hibernian, con cui firma un quadriennale.

## Statistiche

### Presenze e reti nei club
Statistiche aggiornate al 12 aprile 2025.
| Stagione         | Squadra          | Campionato       | Campionato | Campionato | Coppe nazionali | Coppe nazionali | Coppe nazionali | Coppe continentali | Coppe continentali | Coppe continentali | Altre coppe | Altre coppe | Altre coppe | Totale | Totale | Totale |
| Stagione         | Squadra          | Comp             | Pres       | Reti       | Comp            | Pres            | Reti            | Comp               | Pres               | Reti               | Comp        | Pres        | Reti        | Pres   | Reti   |        |
| ---------------- | ---------------- | ---------------- | ---------- | ---------- | --------------- | --------------- | --------------- | ------------------ | ------------------ | ------------------ | ----------- | ----------- | ----------- | ------ | ------ | ------ |
| 2020-2021        | Benfica B        | SL               | 13         | 0          | -               | -               | -               | -                  | -                  | -                  | -           | -           | -           | 13     | 0      |        |
| 2021-2022        | Benfica B        | SL               | 24         | 4          | -               | -               | -               | -                  | -                  | -                  | -           | -           | -           | 24     | 4      |        |
| Totale Benfica B | Totale Benfica B | Totale Benfica B | 37         | 4          |                 | -               | -               |                    | -                  | -                  |             | -           | -           | 37     | 4      |        |
| 2022-2023        | Hibernian        | SP               | 8          | 0          | CS+CdL          | 0+1             | 0               | -                  | -                  | -                  | -           | -           | -           | 9      | 0      |        |
| 2023-2024        | Hibernian        | SP               | 26         | 2          | CS+CdL          | 2+1             | 0               | UECL               | 0                  | 0                  | -           | -           | -           | 29     | 2      |        |
| ago. 2024        | Hibernian        | SP               | 0          | 0          | CS+CdL          | 0+3             | 0               |                    | -                  | -                  | -           | -           | -           | 3      | 0      |        |
| Totale Hibernian | Totale Hibernian | Totale Hibernian | 34         | 2          |                 | 7               | 0               |                    | 0                  | 0                  |             | -           | -           | 41     | 2      |        |
| 2024-2025        | Motherwell       | SP               | 9          | 0          | CS+CdL          | 0+1             | 0               |                    | -                  | -                  | -           | -           | -           | 10     | 0      |        |
| Totale carriera  | Totale carriera  | Totale carriera  | 80         | 6          |                 | 8               | 0               |                    | 0                  | 0                  |             | -           | -           | 88     | 6      |        |